# Mancomunitat Intermunicipal de la Ribera Baixa
La Mancomunitat de la Ribera Baixa és una entitat que agrupa municipis de la comarca del mateix nom. Aglomera 11 municipis i 71.983 habitants, en una extensió de 275,70 km². Actualment (2020) la mancomunitat és presidida per Arturo Gabriel Escrig Catalá, Regidor de Favara.
Té competències en: serveis socials, ocupació, per l'Agència d'Ocupació i Desenvolupament Comarcal (AEDL), Servei Especialitzat d'Atenció a la Família e Infància (SEAFI), tallers de formació, orientació laboral, ocupació pública i l'Aula Mentor. També disposa d'Unitat d'Igualtat, Departament de Joventut i Unitat de Prevenció Comunitària de Conductes Addictives (UPCCA).
La mancomunitat reuneix els pobles d'Albalat de la Ribera, Almussafes, Benicull de Xúquer, Corbera, Favara, Fortaleny, Llaurí, Polinyà de Xúquer, Riola, Sollana i Sueca i anteriorment també Cullera.
La Mancomunitat de la Ribera Baixa junt a la Mancomunitat de la Ribera Alta, formen el Consorci de la Ribera.
| Nom                           | Poble                | Any       |
| ----------------------------- | -------------------- | --------- |
| Arturo Gabriel Escrig Catalá  | Favara               | 2019 -    |
| Oro Azorín Canet              | Favara               | 2017-2019 |
| Jordi Xavier Vicedo Jiménez   | Corbera              | 2017      |
| Joan Baptiste Ferrando Miedes | Albalat de la Ribera | -         |
| Jesús Bernabé Salesa Aguado   | Almussafes           | -         |
| Joan Antoni Cunyat Pastor     | Favara               | -         |
| José Luis Adsuar Ferrando     | Sueca                | -         |
| Jose Francisco Almiñana Pèris | Corbera              | -         |